# Star Wars: Ellenállás
A Star Wars: Ellenállás (eredeti cím: Star Wars: Resistance) 2018 és 2020 között futott amerikai televíziós 2D-s számítógépes animációs sci-fi sorozat, amely George Lucas ötletei alapján Dave Filoni alkotott.
A sorozat Amerikában 2018. október 7-én debütált a Disney XD csatornán, Magyarországon a Disney Channel mutatta be 2018. november 24-én.

## Ismertető
A Star Wars: Ellenállás sorozat hat hónappal Az ébredő Erő előtt játszódik. Kazuda Xiono egy fiatal és tehetséges pilóta. Poe Dameron egy titkos küldetéssel bízza meg, hogy kémkedjen az Első Rend ellen és annak fenyegető erejéről.

## Szereplők

### Főszereplők
| Szereplő       | Eredeti hang           | Magyar hang      |
| -------------- | ---------------------- | ---------------- |
| Kazuda Xiono   | Chrisopher Sean        | Czető Roland     |
| Jarek Yeager   | Scott Lawrence         | Bognár Tamás     |
| Neeku Vozo     | Josh Berner            | Baráth István    |
| Tam Ryvora     | Suzie McGrath          | Csifó Dorina     |
| Orka           | Bobby Moynihan         | Bácskai János    |
| Flix           | Jim Rash               |                  |
| Hype Fazon     | Donald Faison          | Seszták Szabolcs |
| Torra Doza     | Myrna Velasco          | Laudon Andrea    |
| Erik Vonreg    | Lex Lang               | Barát Attila     |
| Griff Hollaron | Stephen Stanton        |                  |
| Imanuel Doza   | Jason Hightower        | Borbiczki Ferenc |
| Freya Fenris   | Mary Elizabeth McGlynn | Sági Tímea       |
| Bo Keevil      | Dave Filoni            |                  |
| Tierny         | Sumalee Montano        |                  |

### Mellékszereplők
| Szereplő        | Eredeti hang                  | Magyar hang        |
| --------------- | ----------------------------- | ------------------ |
| Poe Dameron     | Oscar Isaac                   | Rajkai Zoltán      |
| Phasma százados | Gwendoline Christie (1. évad) | Ruttkay Laura      |
| Phasma százados | Ellen Dubin (2. évad)         | Ruttkay Laura      |
| Pyre parancsnok | Liam McIntyre                 | Varga Gábor        |
| Jace Rucklin    | Elijah Wood                   | Ágoston Péter      |
| Leia Organa     | Carolyn Hennesy               | Kovács Nóra        |
| Z néni          | Tovah Feldshuh                | Makay Andrea       |
| Synara San      | Nazneen Contractor            | Tamási Nikolett    |
| Eila            | Nikki SooHoo                  | Boldog Emese       |
| Kel             | Antony Del Rio                | Berecz Kristóf Uwe |
| Kragan Gorr     | Gary Anthony Williams         |                    |
| BB-8            | N/A                           | Eredeti hang       |

### További szereplők
| Szereplő            | Eredeti hang                   | Magyar hang         |
| ------------------- | ------------------------------ | ------------------- |
| C-3PO               | Anthony Daniels                | Galbenisz Tomasz    |
| Lin Gaava           | Rachael MacFarlane             | Gulás Fanni         |
| Chelidae            | Frank Welker                   |                     |
| Ello Asty           | Matthew Wood                   |                     |
| Ben Solo / Kylo Ren | Matthew Wood                   |                     |
| Armitage Hux        | Domhnall Gleeson (1. évad)     |                     |
| Armitage Hux        | Ben Prendergast (2. évad)      |                     |
| Mia Gabon           | Cherami Leigh                  | Vági Viktória       |
| Hamato Xiono        | Tzi Ma                         | Juhász Zoltán       |
| Grevel              | Dee Bradley Baker              | Szokol Péter        |
| Glem                | Dee Bradley Baker              | Papucsek Vilmos     |
| Ugnaught férfi      | Dee Bradley Baker              | Petridisz Hrisztosz |
| Jak Sivrak          | Greg Proops                    | Kapácsy Miklós      |
| Garma               | Greg Proops                    | Fekete Zoltán       |
| Hallion Nark        | Jonathan Lipow                 | Németh Gábor        |
| Al                  | Jonathan Lipow                 | Gardi Tamás         |
| Gorrak Wiles        | Eric Bauza                     | Sörös Sándor        |
| Drell               | David Shaughnessy              | Orosz Gergő         |
| Marcus Speedstar    | Keston John                    | Szabó Máté          |
| Aeosian Queen       | Lucy Lawless (2. évad, 2 rész) |                     |

## Epizódok
| Évad | Évad | Epizódok | Eredeti sugárzás | Eredeti sugárzás  | Magyar sugárzás    | Magyar sugárzás   |
| Évad | Évad | Epizódok | Évadpremier      | Évadfinálé        | Évadpremier        | Évadfinálé        |
| ---- | ---- | -------- | ---------------- | ----------------- | ------------------ | ----------------- |
|      | 1    | 21       | 2018. október 7. | 2019. március 17. | 2018. november 24. | 2021. április 11. |
|      | 2    | 19       | 2019. október 6. | 2020. január 26.  |                    |                   |

### 1. évad
| #   | #   | Hivatalos epizódcím        | Magyar cím             | Rendezte                | Írta                             | Eredeti premier    | Magyar premier                      |
| --- | --- | -------------------------- | ---------------------- | ----------------------- | -------------------------------- | ------------------ | ----------------------------------- |
| 1.  | 1.  | The Recruit                | Az újonc               | Steward Lee & Saul Ruiz | Brandon Auman                    | 2018. október 7.   | 2018. november 24. (Disney Channel) |
| 2.  | 2.  | The Recruit                | Az újonc               | Steward Lee & Saul Ruiz | Brandon Auman                    | 2018. október 7.   | 2018. november 25. (Disney Channel) |
| 3.  | 3.  | The Triple Dark            | Tripla sötét           | Sergio Paez             | Kevin Burke & Chris Wyatt        | 2018. október 14.  | 2018. december 1. (Disney Channel)  |
| 4.  | 4.  | Fuel for the Fire          | Barát a bajban         | Bosco Ng                | Eugene Son                       | 2018. október 21.  | 2018. december 2. (Disney Channel)  |
| 5.  | 5.  | The High Tower             | A torony               | Steward Lee             | Paul Giacoppo                    | 2018. október 28.  | 2018. december 8. (Disney Channel)  |
| 6.  | 6.  | The Children from Tehar    | A tehari gyerekek      | Saul Ruiz               | Paul Giacoppo                    | 2018. november 4.  | 2018. december 9. (Disney Channel)  |
| 7.  | 7.  | Signal from Sector Six     | Jel a hatos szektorból | Sergio Paez             | Brandon Auman                    | 2018. november 11. | 2018. december 15. (Disney Channel) |
| 8.  | 8.  | Synara's Score             | Synara                 | Bosco Ng                | Gavin Hignight                   | 2018. november 18. | 2018. december 16. (Disney Channel) |
| 9.  | 9.  | The Platform Classic       | A Platform bajnokság   | Steward Lee             | Kevin Burke & Chris Wyatt        | 2018. november 25. | 2018. december 22. (Disney Channel) |
| 10. | 10. | Secrets and Holograms      | Titkok és hologramok   | Saul Ruiz               | Stephany Folsom                  | 2018. december 2.  | 2018. december 23. (Disney Channel) |
| 11. | 11. | Station Theta Black        | Théta Fekete Állomás   | Sergio Paez             | Brandon Auman                    | 2018. december 9.  | 2021. március 15. (RTL Klub)        |
| 12. | 12. | Bibo                       | Bibo                   | Bosco Ng                | Paul Giacoppo                    | 2019. január 13.   | 2021. március 20. (RTL Klub)        |
| 13. | 13. | Dangerous Business         | Veszélyes üzlet        | Saul Ruiz               | Eugene Son                       | 2019. január 20.   | 2021. március 21. (RTL Klub)        |
| 14. | 14. | The Doza Dilemma           | A Doza dilemma         | Sergio Paez             | Gavin Hignight                   | 2019. január 27.   | 2021. március 27. (RTL Klub)        |
| 15. | 15. | The First Order Occupation | A megszállás           | Bosco Ng                | Kevin Burke & Chris "Doc" Wyatt  | 2019. február 3.   | 2021. március 28. (RTL Klub)        |
| 16. | 16. | The New Trooper            | Az új rohamosztagos    | Steward Lee             | Paul Giacoppo                    | 2019. február 10.  | 2021. április 2. (RTL Klub)         |
| 17. | 17. | The Core Problem           | A mag rejtély          | Saul Ruiz               | Kevin Burke és Chris "Doc" Wyatt | 2019. február 17.  | 2021. április 3. (RTL Klub)         |
| 18. | 18. | The Disappeared            | Az eltűntek            | Sergio Paez             | Steven Melching                  | 2019. február 24.  | 2021. április 4. (RTL Klub)         |
| 19. | 19. | Descent                    | Odalent                | Bosco Ng                | Paul Giacoppo                    | 2019. március 3.   | 2021. április 5. (RTL Klub)         |
| 20. | 20. | No Escape                  | Nincs menekvés         | Steward Lee             | Brandon Auman                    | 2019. március 10.  | 2021. április 10. (RTL Klub)        |
| 21. | 21. | No Escape                  | Nincs menekvés         | Saul Ruiz               | Brandon Auman                    | 2019. március 17.  | 2021. április 11. (RTL Klub)        |

### 2. évad
| #   | #   | Hivatalos epizódcím       | Magyar cím | Rendezte               | Írta                            | Eredeti premier    | Magyar premier |
| --- | --- | ------------------------- | ---------- | ---------------------- | ------------------------------- | ------------------ | -------------- |
| 22. | 1.  | Into the Unknown          |            | Brad Rau               | Steven Melching                 | 2019. október 6.   |                |
| 23. | 2.  | A Quick Salvage Run       |            | Bosco Ng               | Brandon Auman                   | 2019. október 13.  |                |
| 24. | 3.  | Live Fire                 |            | Steward Lee            | Mairghread Scott                | 2019. október 20.  |                |
| 25. | 4.  | Hunt on Celsor 3          |            | Brad Rau               | Sharon Flynn                    | 2019. október 27.  |                |
| 26. | 5.  | The Engineer              |            | Bosco Ng               | Sarah Carbiener & Erica Rosbe   | 2019. november 3.  |                |
| 27. | 6.  | From Beneath              |            | Steward Lee            | Kevin Burke & Chris "Doc" Wyatt | 2019. november 10. |                |
| 28. | 7.  | The Relic Raiders         |            | Brad Rau               | Brandon Auman                   | 2019. november 17. |                |
| 29. | 8.  | Rendezvous Point          |            | Bosco Ng               | Jennifer Corbett                | 2019. november 24. |                |
| 30. | 9.  | The Voxx Vortex 5000      |            | Brad Rau               | Steven Melching                 | 2019. december 1.  |                |
| 31. | 10. | Kaz's Curse               |            | Brad Rau               | Eugene Son                      | 2019. december 8.  |                |
| 32. | 11. | Station to Station        |            | Bosco Ng               | Mark Henry                      | 2019. december 15. |                |
| 33. | 12. | The Missing Agent         |            | Steward Lee            | Brandon Auman                   | 2019. december 22. |                |
| 34. | 13. | Breakout                  |            | Brad Rau               | Steven Melching                 | 2019. december 29. |                |
| 35. | 14. | The Mutiny                |            | Bosco Ng               | Mairghread Scott                | 2020. január 5.    |                |
| 36. | 15. | The New World             |            | Steward Lee            | Jennifer Corbett                | 2020. január 12.   |                |
| 37. | 16. | No Place Safe             |            | Brad Rau               | Gavin Hignight                  | 2020. január 12.   |                |
| 38. | 17. | Rebuilding the Resistance |            | Bosco Ng               | Jennifer Corbett                | 2020. január 19.   |                |
| 39. | 18. | The Escape                |            | Steward Lee & Brad Rau | Brandon Auman                   | 2020. január 26.   |                |
| 40. | 19. | The Escape                |            | Steward Lee & Brad Rau | Brandon Auman                   | 2020. január 26.   |                |

## Díjak és elismerések
| Díj                              | Év   | Kategória                            | Díjazott              | Eredmény | Forr. |
| -------------------------------- | ---- | ------------------------------------ | --------------------- | -------- | ----- |
| Primetime Creative Arts Emmy-díj | 2019 | Legjobb gyerekműsor                  | Star Wars: Ellenállás | Jelölve  | [ 7 ] |
| Szaturnusz-díj                   | 2019 | Legjobb televíziós animációs sorozat | Star Wars: Ellenállás | Elnyerte | [ 8 ] |
| Primetime Creative Arts Emmy-díj | 2020 | Legjobb gyerekműsor                  | Star Wars: Ellenállás | Jelölve  | [ 9 ] |

## Előkészület
Pablo Hidalgo a Lucasfilm egyik embere kiderítette, hogy a sorozat befejezése után dolgozni fognak egy új Star Wars sorozaton. Az új sorozatot 2018. április 26-án tették közé. Akkor még nem lehetett tudni, hogy az új animációs sorozat miről fog szólni. Később a Disney és a Lucasfilm bejelentette, hogy az új sorozat címe Star Wars: Resistance, azaz Star Wars: Ellenállás lesz. Ebben az idő tájban azt is bejelentették, hogy a sorozat már 2018. őszén fog indulni. 2018. augusztus 17. egy előzetest is bemutattak a sorozathoz. Az első évad 22. részből fog állni. A sorozat egy 60 perces epizóddal fog nyitni. Habár még nem lehet tudni, hogy a sorozat hány évadból fog állni.

## További információ
- Hivatalos oldal
- Star Wars: Ellenállás az Internet Movie Database-ben (angolul)
- Star Wars: Ellenállás a Rotten Tomatoeson (angolul)
- Star Wars: Ellenállás a Box Office Mojón (angolul)
- Tematikus Wookieepedia wiki (angolul)